# 미시시피 시 을브즈
| 미시시피 시 을브즈 | |
| 콘퍼런스           | 남부 콘퍼런스 (1997년~2003년) 서부 콘퍼런스 (2003년~2004년) 아메리칸 콘퍼런스 (2004년~2005년) (2007년~2009년)                   |
| 디비전             | 사우스 디비전 (1996년~1997년) (2004년~2005년) (2007년~2009년) 사우스이스트 디비전 (1997년~2003년) 센트럴 디비전 (2003년~2004년) |
| 설립연도           | 1996년 |
| 해체연도           | 2009년 |
| 역사               | 미시시피 시 을브즈 (1996년~2009년)                                                                                              |
| 경기장             | 미시시피 코스트 콜리시엄 |
| 연고지             | 미시시피주 빌럭시 |
| 상징색             | 미드나잇블루, 빨강, 하양 |
| 구단주             | |
| 단장               | |
| 감독               | |
| NHL 제휴           | |
| AHL 제휴           | |
| 정규시즌 우승      | 1 (2003) |
| 콘퍼런스 우승      | |
| 디비전 우승        | 1 (2003) |
| 켈리 컵            | 1 (1999) |
| 영구 결번          | |

미시시피 시 을브즈(Mississippi Sea Wolves)는 미국 미시시피주 빌럭시를 연고지로 하는 1996년부터 2009년까지 ECHL 소속되었던 아이스 하키팀이면, 2005~2006시즌, 2006~2007시즌에는 허리케인 카트리나로 인해 리그에 참가하지 못했다.

## 역대 홈경기장
| 경기장                   | 사용기간      | 수용인원 | 장소              | 비고 |
| ------------------------ | ------------- | -------- | ----------------- | ---- |
| 미시시피 시 을브즈       |               |          |                   |      |
| 미시시피 코스트 콜리시엄 | 1996년~2009년 | 9,150명  | 미시시피주 빌럭시 | 빈칸 |